# 부동산TV
《RTN 부동산TV》는 부동산 개발 기업인 프라임 그룹 산하 부동산전문방송으로 2006년 12월 5일에 창립되었다. 종료 등을 통해 부동산 정보 등을 제공했다.

## 프로그램
- RTN 리얼타임
- 부동산 고민 무엇이든 물어보세요
- 해외부동산 어디? 어디!
- 이슈와 투자
- 평생월급만들기 프로젝트
- 부동산 포커스
- 부동산 투자의 정석
- 부동산 투데이
- 부동산 대발견

## 같이 보기
- 한국선거방송 (전작)